# 堅巷
堅巷（英語：Caine Lane）是香港島上環一條掘頭巷，以香港第一位裁判官威廉·堅（William Caine）命名。堅巷鄰近樓梯街，由普慶坊車路可上堅道，步路亦可通，不過車路是掘頭路。沿途有堅巷花園及歷史建築香港醫學博物館。
堅巷約於1845年建成，是為堅道的一部份，直至1870至1880年代期間分拆成堅巷及堅道。當時，堅巷西接差館上街，東接樓梯街。1894年，因被太平山鼠疫影響，太平山區需封鎖並重建，而堅巷亦於重建範圍內（實際上只有66米路段於範圍內）。1897年，政府大致完成對太平山區的重建，並把堅巷從315米縮短至現時長度，入口改為普慶坊及居賢坊交界。
堅巷建設於高地之下，是一條U形斜路，晨早不少居民晨運、跑步，日間遊客觀光，晚上開派對，鄰近中環蘇豪區，不少西人認識。

## 相冊

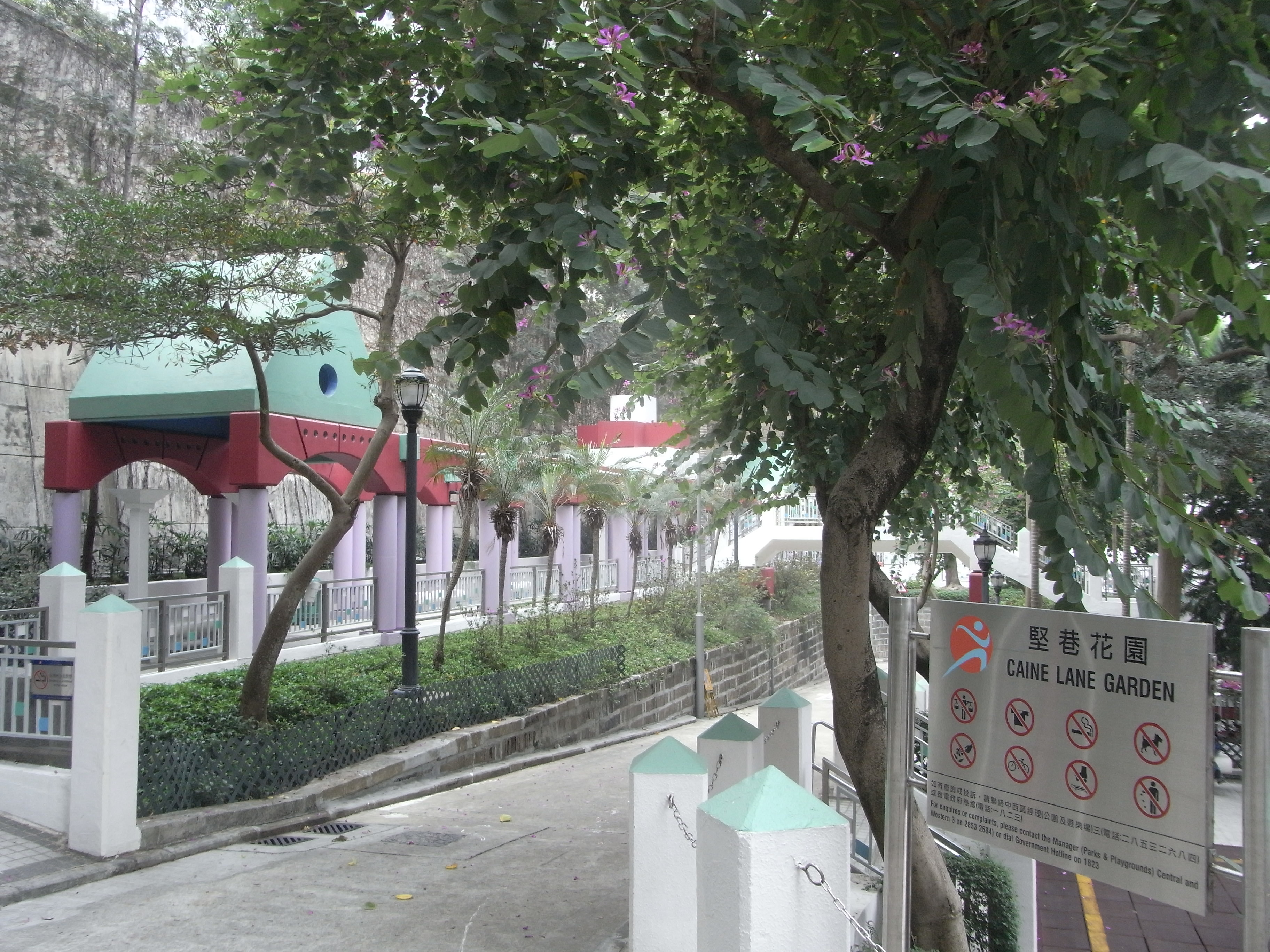
堅巷花園(一角)
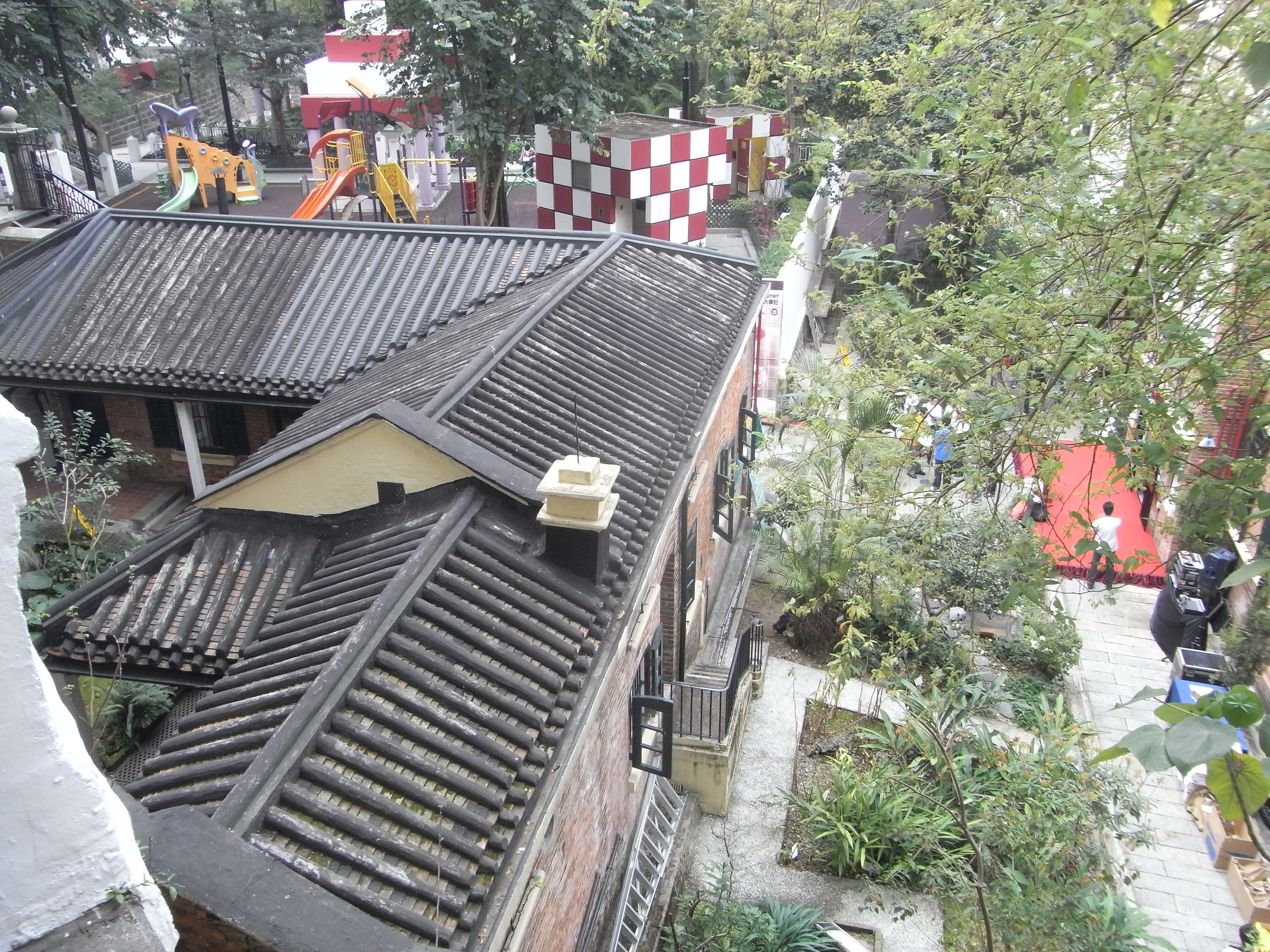
堅巷望香港醫學博物館(屋頂)，及附近花園
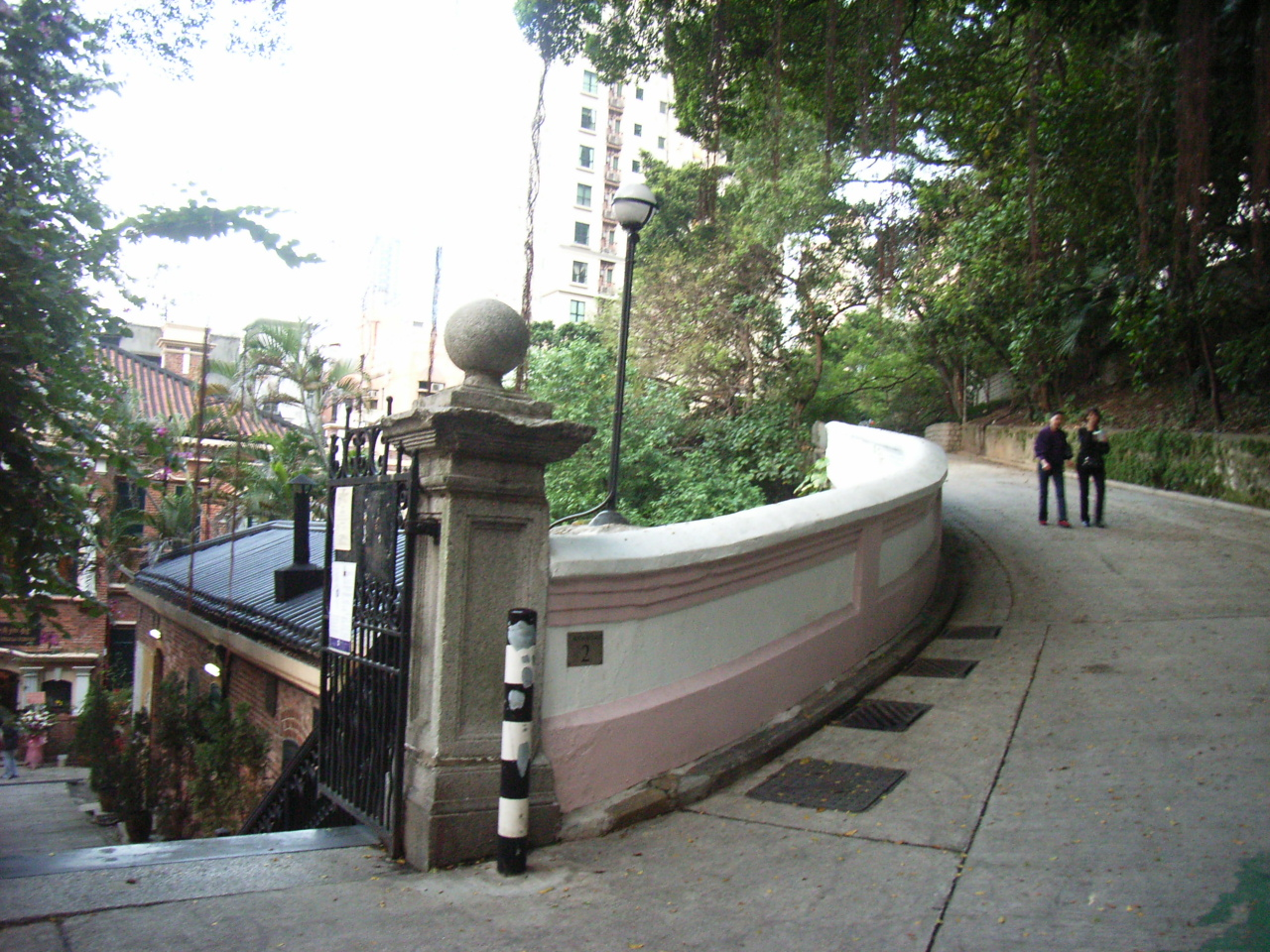
堅巷

## 鄰近
- 堅道花園
- 合一堂
- 西摩道
- 般咸道
- 醫院道
- 卜公花園